# Scurolo di San Carlo

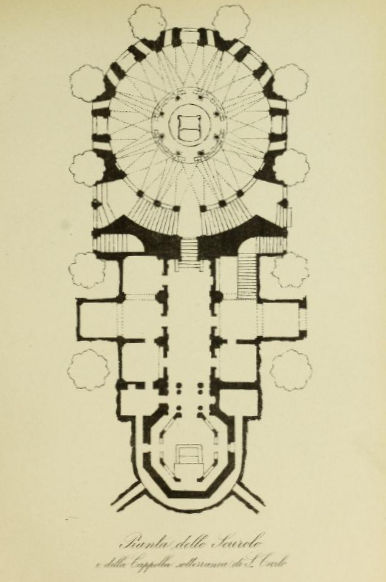
Pianta della cappella iemale e dello scurolo di San Carlo (1889)

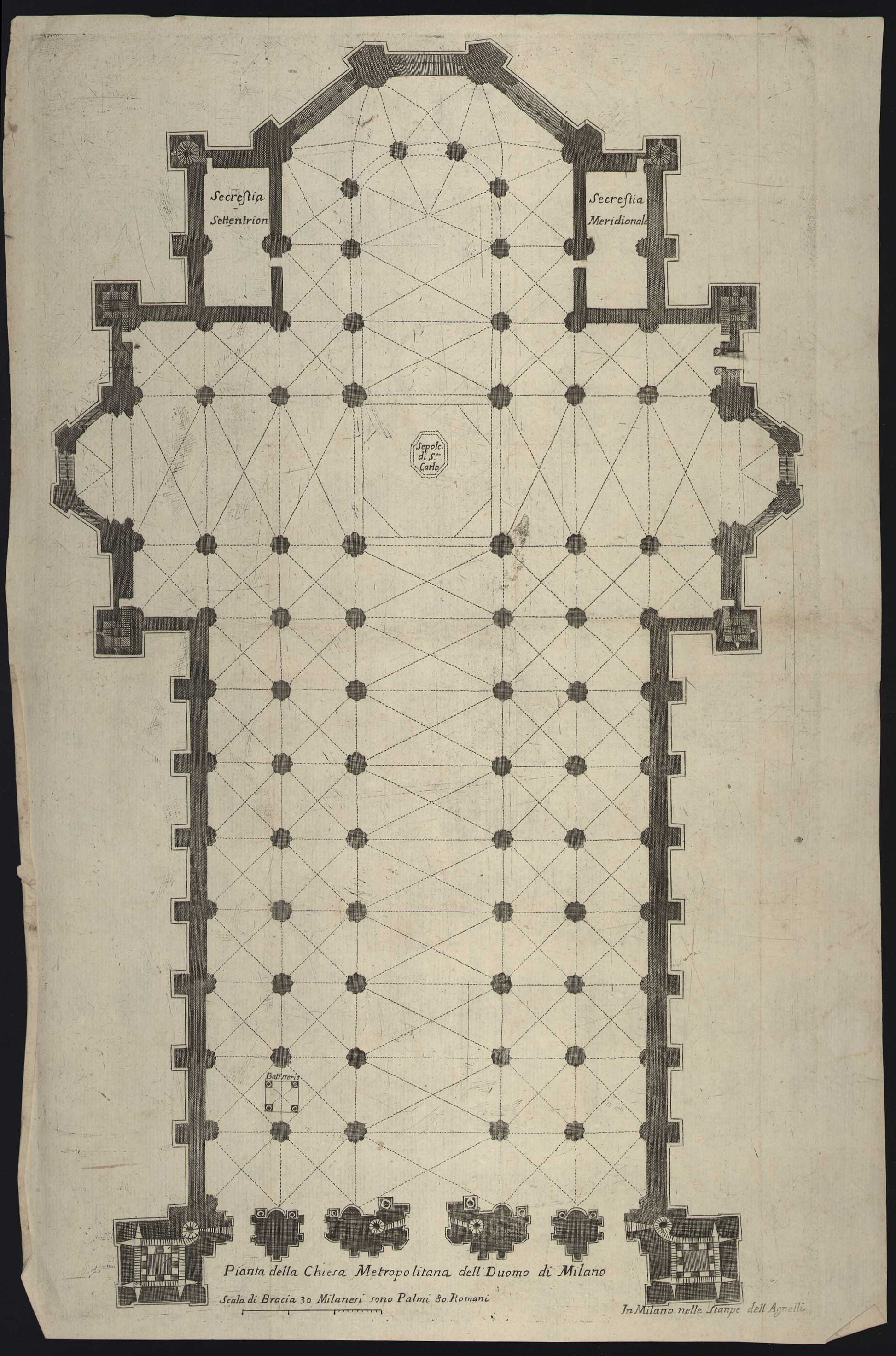
Pianta del Duomo con posizione dello scurolo all'incrocio tra navata centrale e transetto

Lo Scurolo di San Carlo è la cappella sotterranea, situata all'interno del Duomo di Milano, in cui sono custodite le spoglie di Carlo Borromeo, copatrono dell'Arcidiocesi di Milano.
Il termine "scurolo" è riconducibile alla parola dialettale milanese scuroeu (sepolcro) che nel Vocabolario milanese-italiano del Cherubini viene descritto come «Quel sepolcro che si fa per le chiese nella settimana santa per figurare il tumulo di Gesù Cristo».

## Descrizione

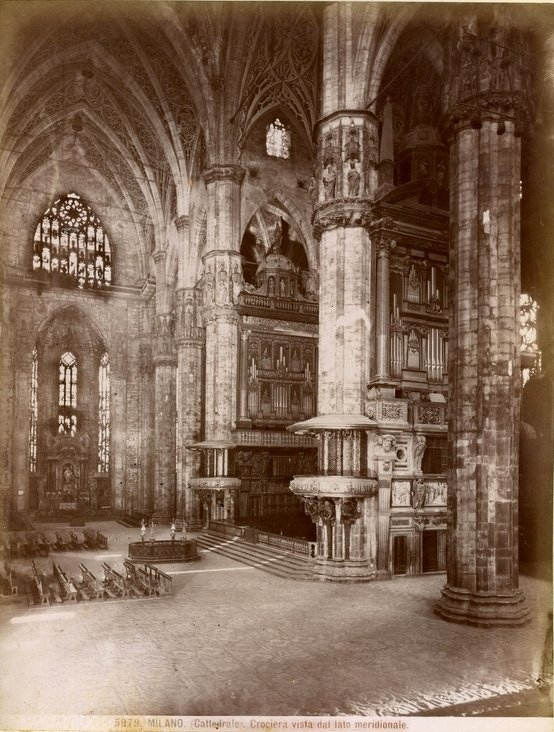
Immagine della crociera del Duomo con la balaustra che si affacciava sullo scurolo (1880 circa)

### Struttura architettonica
Lo scurolo si trova sotto la crociera del Duomo. Nello spazio ipogeo lo scurolo si trova di fronte alla cappella iemale. Al locale si accede scendendo cinque gradini in uscita dalla cappella, lo scurolo ha una pianta ottagonale allungata ed è preceduto da un andito che lo divide dalla cappella iemale.
Fino alla ristrutturazione degli spazi in seguito al Concilio Vaticano II all'incrocio tra navata principale e transetto si apriva sul pavimento un'apertura delimitata da una balaustra di marmo che si affacciava sullo scurolo e sull'urna contenente i resti di Carlo. Nei lavori che hanno portato al cambio di orientamento dell'altare maggiore e alla creazione delle scalinate curve che collegano il presbiterio alla navata è stata chiusa l'apertura sullo scurolo per permettere la ricollocazione dell'altare maggiore.

### Decori e urna
Camillo Boito nel suo testo del 1889 Il duomo di Milano e i disegni per la sua facciata liquidò lo scurolo affermando che "ha più valore per i devoti che non per gli artisti", una lettura più attenta alle arti congeneri permette invece di riconoscere negli interni del piccolo locale dei capolavori dell'arte orafa, tessile e dell'intaglio delle pietre.
La parte inferiore delle pareti è decorata in marmo mentre le parti superiori sono rivestite da pannelli ricoperti di tessuti risalenti al XIX secolo. Il tessuto del rivestimento fu eseguito dalla "manifattura di seterie Francesco Reina e compagni", una filanda di Malgrate che all'inizio del XIX secolo aveva stabilito una manifattura a Milano nei locali del soppresso convento di Santa Maria al Paradiso, i tessuti vennero realizzati su disegno di Gaetano Vaccani (1763-1844), pittore e ornatista neoclassico e su incarico di Pietro Pestagalli. In una visita pastorale del 1930 il cardinale Schuster dispose il restauro e la rimessa in uso "dell'antica tapezzeria ora sconvenientemente sostituita".
I decori in argento della volta, deliberati nel 1619, richiesero diversi decenni di lavoro e per arrivare all'aspetto attuale furono eseguite fasi di lavorazione diverse. Gli otto pannelli ovali in argento sulla cornice della volta sono decorati con bassorilievi che riproducono scene della vita del santo e risalgono al XVII secolo. Pur basandosi su disegni di artisti diversi sono tutti realizzati tra il 1650 e il 1690 circa dall'orafo milanese Federico Perego.
Nei pannelli sono rappresentati i seguenti episodi della vita del Santo:
1. La nascita di Carlo Borromeo, commissionato da Federico Borromeo e realizzato nel 1650
2. Il concilio provinciale, realizzato nel 1682 e finanziato da un lascito del Litta
3. La vendita del ducato d'Oria, 1689
4. L'amministrazione dei sacramenti agli appestati, 1686
5. Lo sparo d'archibugio durante un'orazione, realizzato nel 1685
6. Traslazione e visita dei corpi santi, 1683, finanziato dal lascito Litta
7. La morte di Carlo Borromeo, realizzato tra il 1678 e il 1679 e donato dal duca Antonio Borromeo (1632-1686)
8. L'entrata nella gloria, realizzato tra il 1678 e il 1679 e finanziato dal lascito Litta

Le erme situate negli angoli dell'ottagono sono donazione del cardinale Querini e raffigurano le virtù di Carlo Borromeo (religione, divina provvidenza, fortezza, sapienza, carità, liberalità, umiltà, visione beatifica). Sia nei ricami dei tessuti sia sui decori in argento è più volte riportato lo stemma della famiglia Borromeo con il motto "Humilitas".
Al centro dello scurolo si trova l'arca in argento e cristallo di rocca ornata con numerosi cristalli che custodisce le spoglie di Carlo Borromeo, l'urna fu realizzata su progetto del Cerano.

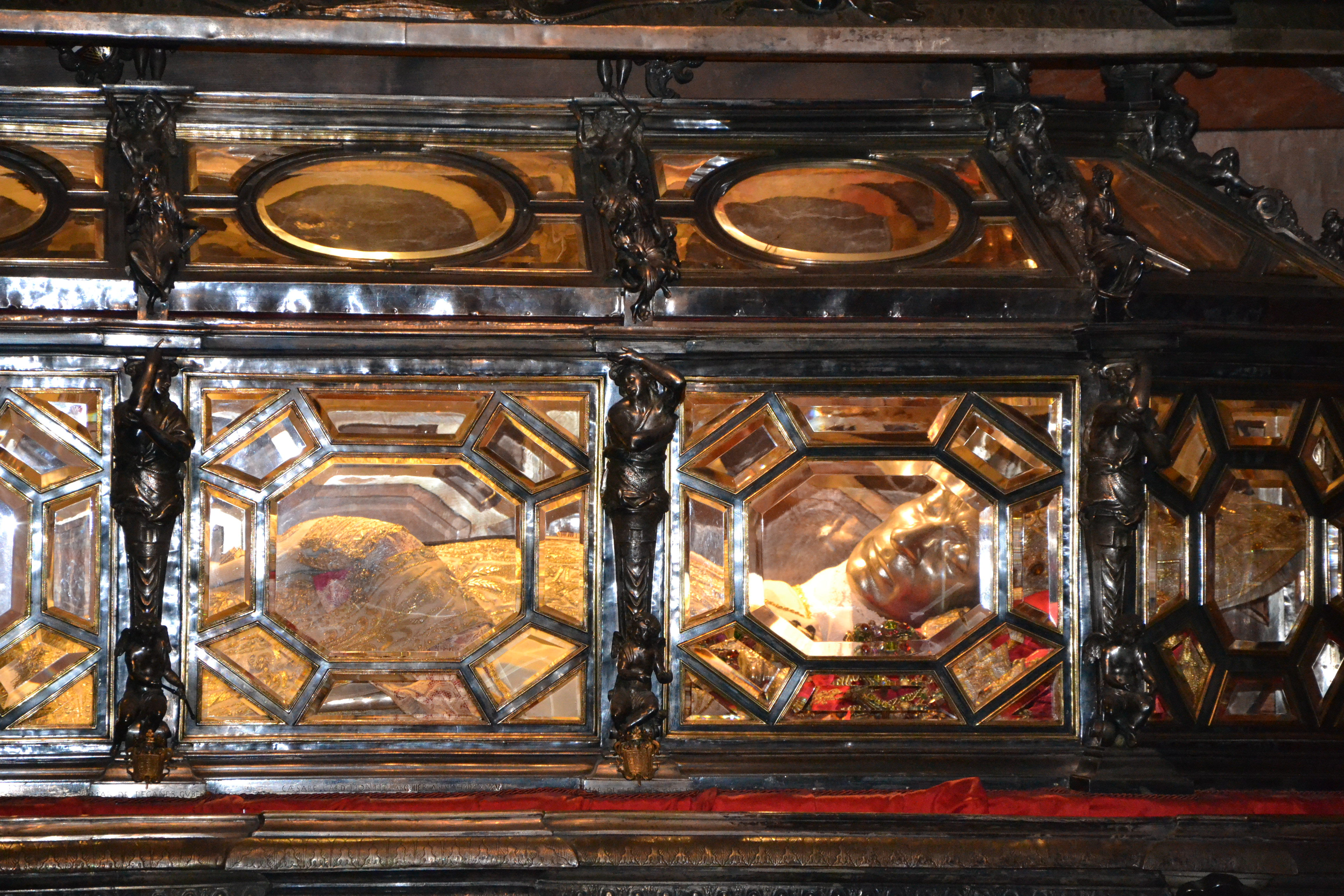
Particolare dell'urna

L'urna è sovrastata da una sovracassa di rame con decori in argento e con al centro una medaglia d'argento che raffigura Carlo Borromeo in adorazione del sacro sepolcro a Varallo (cappella XLIII).
I resti del santo sono abbigliati con paramenti pontificali da messa, con mitra, sandali e pallio pontificio adornato da tre spille d'argento con rubini e diamanti. Nell'anello d'oro nella mano destra si trova un grosso topazio, nella mano sinistra tiene il bastone pastorale in argento.
Il volto del santo è ricoperto da una maschera d'argento di fattura più recente.

## Storia
Carlo Borromeo dispose nel suo testamento datato 9 settembre 1576 la volontà di essere sepolto "nella chiesa metropolitana nel piano del pavimento avanti i primi scalini per i quali si ascende al coro" definendo inoltre l'iscrizione da riportare sulla lapide che voleva semplice e in marmo. La posizione indicata corrisponde a quella dell'abside della basilica paleocristiana di Santa Maria Maggiore demolita per permettere l'edificazione del Duomo.
La tomba divenne meta di pellegrinaggi e di offerte viste le quali furono commissionate delle statue per decorare la balaustra in legno che venne sostituita nel 1604 con una in bronzo e decori di argento.

### Gli scuroli preesistenti
Nello spazio ipogeo corrispondente all'attuale scurolo esistevano due spazi, uno scurolo "vecchio" e uno "nuovo". I lavori per quello vecchio risalgono al 1557, era destinato ad ospitare le reliquie traslate in Duomo dalla Basilica di San Dionigi e da quella di Santa Tecla. Per questa prima realizzazione si ha un documento del 1557 in cui è ordinato il pagamento di 4 colonne in serizzo poste "in scurolo noviter facto post altare majus".
Questo primo scurolo venne modificato nel 1568, testimonianza di questa modifica è una nota del 18 marzo 1569 con un incarico per 70 lire all'architetto Galeazzo Alessi "et maxime in faciendo designum scuroli",. Nel 1578 all'interno di questo scurolo venne realizzato un altare di marmo al fine di dare degno alloggio alle reliquie. La realizzazione dei decori della volta fu eseguita nel 1572 su disegni di Pellegrino Tibaldi e modelli dello stuccatore Francesco Brambilla. In precedenza l'incarico era stato dato allo stuccatore Giovan Battista Cambi detto "il Bombarda" a cui venne revocato l'incarico nel 1570 perché la Veneranda Fabbrica del Duomo di Milano ritenne le sue realizzazioni "non meritevoli".
Il lavori dello scurolo "nuovo" iniziarono nel 1577 e la realizzazione viene attribuita a Pellegrino Tibaldi proprio mentre Arcivescovo di Milano era Carlo Borromeo. L'opera di Tibaldi gli valse aspre critiche sia da parte Pietro Antonio Barca sia da Martino Bassi nel suo "Dispareri in materia di architettura".

### 1606 - Progetto e realizzazione

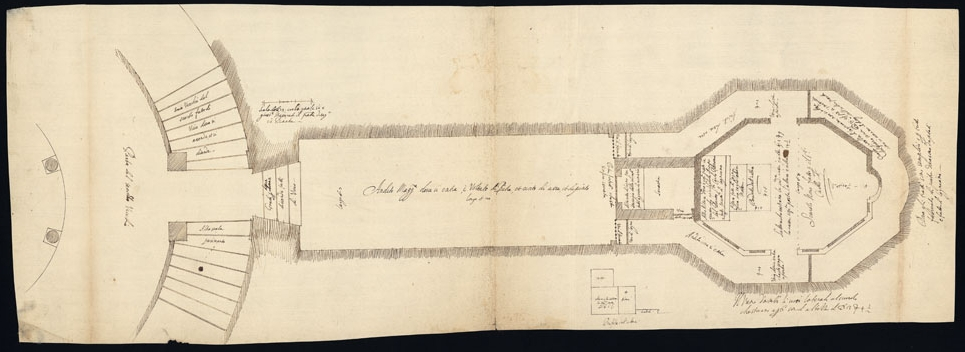
Scurolo di San Carlo, pianta dello scurolo, probabilmente opera del Richini, 1606 circa

Nel 1606 Filippo Archinto, vescovo di Como e Claudio Rangoni vescovo di Piacenza, valutarono il pessimo stato di conservazione dei resti di Carlo Borromeo che vennero spostati nella sacrestia degli ordinari. La mancata inumazione non solo aveva rallentato il processo di canonizzazione ma ne metteva a rischio l'esito. Federico Borromeo si trovò quindi nella posizione di dover accelerare la ricerca di una degna collocazione dei resti.
Lo Scurolo nuovo fu commissionato dal Borromeo nel marzo del 1606 mese in cui viene assegnato l'incarico a Francesco Maria Richini di progettare "il dissegno del sepolcro". Di questa fase progettuale rimangono due disegni custoditi nella Raccolta Bianconi presso la Biblioteca Trivulziana. La planimetria dello scurolo del XVII secolo è riportata su un rilievo che fa anch'esso parte della Raccolta Bianconi. Il progetto viene attribuito al Richini benché non vi siano evidenze certe né resti del progetto originario ad avvalorare l'attribuzione.
Completata la parta architettonica, del marzo 1612 è la delibera di utilizzo degli ex-voto in argento per decorare il soffitto ligneo, l'incarico per l'esecuzione è affidato a Giovanni Battista Perego, orafo e console della Scuola del Santissimo Sacramento e Sant'Eligio, la confraternita degli orafi di Milano. Il progetto grafico è probabilmente del Cerano, del 1613 è infatti un sollecito al Cerano per il completamento dei disegni. Dal 1622 la supervisione amministrativa dello scurolo passa alla Congregazione dello Scurolo di San Carlo, i lavori fino al completamento (presunto intorno al 1630) procedettero a ritmo discontinuo anche a causa del calo delle offerte dovuta alla crisi economica del 1619 e ad un periodo di carestia nel 1628-29.
Secondo quanto riporta Marco Aurelio Grattarola nella notte del 28 luglio 1611 il cristallaio milanese Pietro Francesco Cingardi sognò la presenza di blocchi di cristallo di roccia di grande pregio e purezza a Gletsch nel Vallese, la stessa visione apparve a Giovanni Angelo Benzone un altro cristallaio. I due partirono e trovarono in effetti dei cristalli di ottima qualità che acquistarono ad un buon prezzo. Tornati a Milano li mostrarono al governatore Juan Fernández de Velasco. Quest'ultimo poco dopo si ammalò gravemente e fece voto di utilizzare i cristalli per realizzare un'arca. Miracolosamente guarito chiese a Filippo IV re di Spagna di finanziare la realizzazione dell'urna alla quale contribuì anche il governatore con un importo di 4000 scudi. L'urna fu consegnata nel 1638.
Nel 1618 Cosimo II de' Medici aveva commissionato all'orafo bolognese Cosimo Merlini un altare e paliotto in oro, argento e gemme fornite dallo stesso Cosimo. Cosimo morì nel 1621, l'opera venne completata nel 1624 ma rimase a Firenze per essere completata dall'orafo svedese Jonas Falck. Il paliotto andò distrutto tra il 1783 e il 1789,
ne rimane solo il rilievo centrale custodito a Palazzo Pitti con Cosimo genuflesso e sullo sfondo, nella finestra, la cupola di Brunelleschi.
Nel 1650 viene affidato all'orafo Federico Perego (figlio di Giovanni Battista) l'incarico di produrre il primo dei medaglioni posizionati sulla cornice del soffitto. L'anno successivo il Perego riceve l'incarico per la produzione del paliotto. Il paliotto è tripartito probabilmente in omaggio all'altare del Vuolvino e nella cornice dei riquadri dei tre scomparti riprende il motivo ottagonale della pianta dello scurolo. Il riquadro centrale riporta un Carlo Borromeo in gloria, nei due laterali figure di angeli e nella bordura stemmi e motivi borromaici.
Gli altri pannelli della cornice della volta con scene della vita del santo sono realizzati in un arco di quarant'anni sempre da Federico Perego.
L'ultima opera di Federico Perego è la sovracassa realizzata a partire dal 1694 quando si decise di mostrare i resti solo occasionalmente. Il disegno della sovracassa è del pittore Giovanni Ambrogio Besozzi.

### Intervento del 1751
Lo scurolo venne rimaneggiato una prima volta nel 1751 su incarico dell'arcivescovo Giuseppe Pozzobonelli, durante questo intervento, furono apposte negli angoli dell'ottagono le raffigurazioni in argento delle virtù.
La realizzazione delle 8 erme sorrette da altrettante lesene avvenne grazie ad un legato di Angelo Maria Querini, autore delle statue è l'orafo milanese Antonio Preda che completa il lavoro nel 1756. Del 1770 è un nuovo ordine al Preda per riparare un danno a seguito di un furto di alcuni pezzi d'argento staccati da una delle statue.

### Intervento del 1817
L'intervento effettuato nel 1817 su progetto di Pietro Pestagalli, all'epoca architetto del Duomo di Milano, stravolge completamente la struttura dello scurolo. Pestagalli fece abbassare il pavimento e aprire il lato rivolto verso la cappella iemale, l'urna fu spostata sulla parete opposta a quella dove si era trovata fino a quel momento e venne modificata l'entrata al locale al quale fino a quel momento si accedeva attraverso le porte laterali. Il cambiamento dell'accesso e del percorso di visita implicò anche la modifica completa della posizione dei decori della volta, delle lesene e delle tapezzerie per fare sì che sopra l'urna fosse posizionato il pannello con San Carlo in gloria. L'invasivo intervento del Pestagalli richiese un riattamento delle "parti metalliche" eseguito dall'orafo Melchiorre Cattaneo (padre di Carlo Cattaneo).

### Il restauro del 2022/2023
Tra il 2022 e il 2023 lo scurolo è stato oggetto di un intervento di restauro che ha riportato allo splendore originario i rivestimenti in argento e ripristinato le tapezzerie danneggiate dal tempo. Lo scurolo è rimasto chiuso dal 2020 al novembre del 2023. Nel corso del restauro è emerso che le parti in argento, probabilmente per tutelarle dalle depredazioni napoleoniche erano state ricoperte con una patinatura artificiale per dissimularne il valore e la cui rimozione è stata particolarmente laboriosa.

## La gestione dello scurolo
Il processo di canonizzazione di Carlo Borromeo, comparato con quanto avvenne in altri casi, fu piuttosto rapido. Per testimoniare fatti ed eventi a supporto della canonizzazione venne redatto, a partire dal novembre 1602 un documento intitolato Informatione della vita et santità del beato cardinale nel quale, oltre alle sue opere in vita, vennero rendicontati con precisione anche gli eventi legati al suo sepolcro, in particolare i casi di guarigioni ma anche le donazioni e le offerte.
A causa di accordi tra il capitolo e l'arcivescovo Federico Borromeo, il flusso di denaro, ex-voto e altre donazioni pervenuto nel primo decennio del XVII secolo finì nelle casse della Veneranda Fabbrica del Duomo di Milano incaricata di reinvestirle nelle spese di canonizzazione, dei relativi festeggiamenti e di allestimento del sepolcro.
Le uniche spese affrontate dalla Veneranda furono però i festeggiamenti in occasione della canonizzazione nel novembre del 1610 e l'allestimento, nemmeno completato, del sacello, lo scurolo di San Carlo. A questo seguì un periodo di indeterminatezza sulla competenza della cura della tomba, questa era di fatto compito dei fabbriceri ma d'altro lato le oblazioni erano ricevute dai canonici che avevano obbligo di custodia e rendicontazione alla Veneranda. I rapporti non erano sempre facili, altre complicazioni nascevano dalla natura variegata delle oblazioni, spesso beni preziosi non convertibili in liquidità.
Giungevano inoltre pressioni per la realizzazione di produzioni artistiche celebrative, Filippo III di Spagna commissionò nel 1611 l'urna in argento e cristallo di rocca mentre dai Savoia giunse una lampada in argento per il sepolcro (andata distrutta nel 1906 nell'incendio del padiglione della Veneranda durante l'Esposizione internazionale).

### La Congregazione dello Scurolo di San Carlo
L'urna venne completata solo nel 1638, le difficoltà di finanziamento di quest'opera e le mai sopite divergenze fra la Fabbrica e il capitolo spinsero Federico Borromeo a istituire, il 10 marzo del 1622, la Congregazione dello Scurolo allo scopo di amministrare le donazioni ed oblazioni fatte a favore del sepolcro di San Carlo.
Nell'atto di istituzione della congregazione vennero nominati otto deputati alla gestione amministrativa, nelle persone del vicario generale, dell'arciprete del Duomo, il primicerio, il penitenziere e alcuni notabili tra i quali l'arcidiacono Alessandro Mazenta, tesoriere e depositario delle oblazioni venne nominato Bartolomeo Malaspina, prefetto della sacrestia aquilonare del Duomo di Milano. La congregazione apparve subito essere un'emanazione arcivescovile, le riunioni si tenevano nel palazzo episcopale e ogni atto di amministrazione era soggetto all'approvazione dei canonici delegati dall'arcivescovo.
Fino al momento del definitivo assorbimento della congregazione da parte della Veneranda Fabbrica del Duomo, avvenuto nel 1849 alla morte di Gaetano Opizzoni, arciprete amministratore della Congregazione e della Veneranda Fabbrica del Duomo di Milano, i rapporti fra le due entità furono caratterizzati da scaramucce e dispute economiche riguardanti il versamento delle oblazioni spettanti alla Fabbrica per la copertura delle spese che ad essa competevano.
Nel 1849, la Veneranda Fabbrica del Duomo avocò a sé tutte le cause pie e quindi anche la gestione dello scurolo.

### Le opere delle Congregazione
L'attività della Congregazione si limitò inizialmente al mantenimento del decoro dello Scurolo. Tra il 1678 e il 1684 venne approvata e commissionata la realizzazione degli ovali argentei per la tomba del santo e degli ornamenti del soffitto dello scurolo.
Nel 1684, in occasione del centenario della morte di San Carlo, si presentò il problema dell'individuazione di un luogo idoneo alla corretta custodia dei teleri della canonizzazione. Era inoltre necessario il restauro di alcuni di essi, nel 1689 viene conferito al pittore Giacinto Santagostino l'incarico di "aggiustare li quadroni vecchi"
Sempre al 1684 sono databili le prime bozze del progetto di realizzazione di una serie di nuovi teleri, sette nel progetto originale, quante erano le navate che rimanevano vuote durante «l’apparato che suole farsi ogn’anno nel Duomo di Milano nella festa di s. Carlo Borromeo» ovvero la tradizionale esposizione dei già esistenti 20 teleri (detti quadroni di San Carlo) che veniva e viene fatta dal 4 novembre all'Epifania. L'incarico per la realizzazione dei primi due quadroni del nuovo ciclo è del 22 giugno 1689, i due teleri rappresentavano l'ingresso a Milano e il funerale di San Carlo.
L'ultimo quadro della serie, non presente nel progetto originale, fu realizzato nel 1694 e raffigurava san Carlo nell'atto di "istituire" il ricovero di Santa Caterina alle Orfane.